# De Dion-Bouton Type O

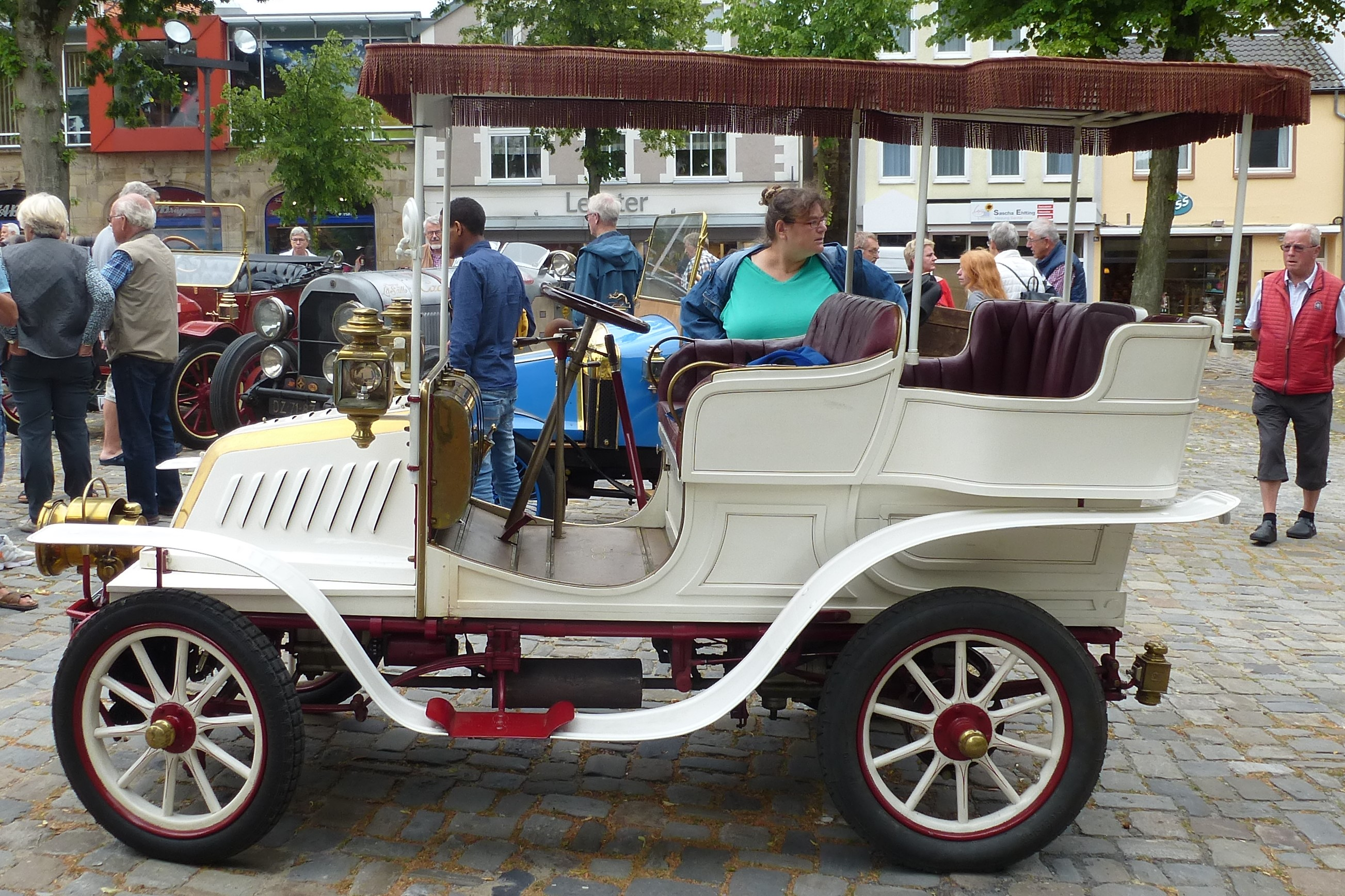
Seitenansicht

Der De Dion-Bouton Type O ist ein Pkw-Modell aus der Anfangszeit des 20. Jahrhunderts. Hersteller war De Dion-Bouton aus Frankreich.

## Beschreibung
Die Zulassung durch die nationale Zulassungsbehörde erfolgte am 9. September 1902. Vorgänger war der Type K.
Der De-Dion-Bouton-Einzylindermotor hat 100 mm Bohrung, 120 mm Hub, 942 cm³ Hubraum und 8 PS Leistung. Er befindet sich direkt oberhalb der Vorderachse. Er treibt über ein Dreiganggetriebe und eine Kardanwelle die Hinterräder an. Die Hinterachse ist eine De-Dion-Achse.
Die Basis bildet ein Rohrrahmen. Zwei äußere Rohre laufen parallel zueinander. Dadurch ist der Lenkeinschlag der Vorderräder limitiert. Der Radstand beträgt 192 cm, die Spurweite 118 cm. Vorder- und Hinterräder haben jeweils zwölf Speichen.
Als stärkerer und längerer der beiden Frontmotortypen im Sortiment erhielten die Fahrzeuge üblicherweise einen viersitzigen Aufbau als Tonneau mit Heckeinstieg.
Ein Fahrzeug ist in der Cité de l’Automobile in Mülhausen ausgestellt.
Nachfolger wurde der Type V, der am 9. Dezember 1903 seine Zulassung erhielt.